# چاییرخان
چاییرخان (به ترکی استانبولی: Çayırhan) شهری است در کشور ترکیه که در استان آنکارا واقع شده‌است. جمعیت این شهر بر اساس سرشماری سال ۲۰۰۸ میلادی ۸٬۷۱۹ نفر و بر اساس برآوردهای سال ۲۰۰۹ میلادی ۸٬۷۱۷ نفر می‌باشد.